# Провінція Осіма
Провінція Осіма (яп. 渡島国 — осіма но куні, «країна Осіма») — історична провінція Японії на острові Хоккайдо, яка існувала з 1869 по 1882. Відповідає південній частині сучасних округів Осіма і Хіяма префектури Хоккайдо.

## Повіти
- Камеда 亀田郡
- Каміісо 上磯郡
- Каябе 茅部郡
- Нісі 爾志郡
- Фукусіма 福島郡
- Хіяма 檜山郡
- Цуґару 津軽郡